# Erol Bulut
Erol Bulut (* 30. Januar 1975 in Bad Schwalbach) ist ein türkisch-deutscher ehemaliger Fußballspieler und heutiger -trainer.

## Vereinsspielerkarriere
Erol Bulut spielte während seiner Jugend in verschiedenen deutschen Fußballvereinen. 1995 wechselte er dann von Eintracht Frankfurt zum türkischen Erstligisten Fenerbahçe Istanbul und wurde mit diesem in der darauffolgenden Saison Meister der Süper Lig. 1999 kehrte er zu Eintracht Frankfurt zurück, spielte jedoch zumeist auf Leihbasis für weitere türkische Vereine. Es folgte eine Zwischenstation beim griechischen Verein Panionios Athen. 2003 kehrte er mit einem Vertrag bei Bursaspor wieder zurück in die Türkei. Nach einer Saison wechselte er zum Erstligaabsteiger TSV 1860 München nach Deutschland, verpasste mit der Mannschaft jedoch den Wiederaufstieg. 2005 wechselte der Linksverteidiger dann für zwei Jahre nach Griechenland zu Olympiakos Piräus und konnte dort im ersten Jahr die Meisterschaft sowie im darauffolgenden Jahr den griechischen Pokal gewinnen. Noch vor Ende seiner zweiten Saison wurde sein Vertrag jedoch aufgelöst. Nach Probetrainingseinheiten bei verschiedenen europäischen Vereinen wechselte er 2007 dann in die Ukraine zu Metalurh Donezk und spielte dort bis 2008. Ab der Saison 2008/09 war Erol Bulut beim griechischen Zweitligisten Olympiakos Volos unter Vertrag, bevor er nach einem halben Jahr ohne Klub im Januar 2011 zum Ligakonkurrenten OFI Kreta wechselte und mit diesem den Aufstieg in die Super League schaffte. Nach einem halben Jahr in der Erstklassigkeit wechselte er zum Zweitligisten Veria FC, mit denen er im Sommer 2012 abermals den Aufstieg schaffte. Damit beendete er seine Spielerlaufbahn.

## Trainerkarriere
Bulut begann seine Trainerkarriere im Oktober 2012 mit einer Co-Trainertätigkeit bei Kartalspor. Anschließend arbeitete er in gleicher Funktion bei den Vereinen Yeni Malatyaspor, Elazığspor und Istanbul Başakşehir FK.
Im September 2017 wurde er beim Aufsteiger Yeni Malatyaspor erstmals als Cheftrainer angestellt und konnte mit der Mannschaft den Klassenerhalt sichern. In der Folgesaison (2018/19) führte er die Ostanatolier ins Halbfinale des türkischen Pokals und schied dabei gegen den späteren Pokalsieger Galatasaray Istanbul aus. Gegen Ende April 2019 trat Bulut fünf Spieltage vor Saisonende zurück.
Zur Saison 2019/20 übernahm er den türkischen Erstligisten Alanyaspor und führte diesen auf den fünften Platz und ins türkische Pokalfinale, wodurch der Verein sich erstmals für die Qualifikationsrunde der Europa League qualifizieren konnte.
In der darauffolgenden Spielzeit (2020/21) kehrte Bulut zu seiner ersten Profispielerstation zurück und übernahm bei Fenerbahçe die Position des Cheftrainers. Im März 2021 trennte der Verein sich wieder von Bulut. Im Mai 2021 unterschrieb Bulut einen Dreijahresvertrag bei dem türkischen Erstligisten Gaziantep FK.
Im Juni 2023 wurde Bulut als neuer Trainer des walisischen Klubs Cardiff City vorgestellt, der in der EFL Championship antritt, der zweithöchsten englischen Spielklasse. Nachdem sich Cardiff in der Vorsaison im Abstiegskampf befunden hatte, beendete Bulut seine erste Saison mit dem Team im Tabellenmittelfeld auf dem 12. Tabellenplatz. Der Start in die Saison 2024/25 misslang hingegen, und das Team befand sich nach sechs Ligaspielen mit nur einem Punktgewinn und einem erzielten Tor auf dem letzten Tabellenrang. Daraufhin wurde er am 22. September 2024 entlassen.

## Erfolge

### Als Spieler
- Fenerbahçe Istanbul
  - Istanbuler TSYD-Pokalsieger: 1995[8]
  - Türkischer Fußballmeister: 1996[8]
  - Premierminister Pokalsieger: 1998[8]
  - Atatürk-Pokalsieger: 1998[8]

- Olympiakos Piräus
  - Griechischer Fußballmeister: 2006[8]
  - Griechischer Fußballpokalsieger: 2006[9]

- OFI Kreta
  - Sieger der Aufstiegsrunde (griechische Football League) und Aufstieg in die griechische Super League: 2011[10]

- Veira FC
  - Vizemeister der griechischen Football League und Aufstieg in die griechische Super League: 2012[11]

## Medien
- Fatih Demireli: Erol Bulut bei Fenerbahce: "Deutscher" soll Türkei-Topklub zum Titel führen. In: Focus Online. Hubert Burda Media, 14. August 2020.